# きっと ふたり 会えてよかった
「きっと ふたり 会えてよかった」（きっと ふたり あえてよかった）は、柳原愛子の2枚目のシングル。

## 概要
アルバム『innocent color』先行シングルで、TBS系『COUNT DOWN TV』オープニングテーマに起用された。1995年には千葉テレビ放送『高校野球ダイジェスト』でオープニングテーマに起用された（後者では番組のイメージに合わせてか2番を使用していた）。

## 収録曲
1. きっと ふたり 会えてよかった
作詞：向井玲子　作曲：栗林誠一郎　編曲：池田大介
2. 悲しみの向こう側に
作詞：沢村大和　作曲：瀬木佑未子　編曲：池田大介
3. きっと ふたり 会えてよかった(inst.)

## レコーディング参加
- 池田大介 - キーボード
- 増崎孝司（DIMENSION） - ギター